# Sint-Willibrorduskerk (Meldert)
De Sint-Willibrorduskerk is de parochiekerk van het Belgische dorp Meldert. De kerk staat aan Zelemsebaan 1.

## Geschiedenis
De kerk is een kruisbasiliek met ingebouwde westtoren. De oorsprong is wellicht romaans (12e en 13e eeuw). Het schip, de zuidelijke transeptarm en het koor zijn laatgotisch (1625). De zijbeuken zijn van 1677-1683. Als materiaal werd baksteen gebruikt, met daarnaast ook verwerking van mergelsteen en ijzerzandsteen.
Ingrijpende herstelwerkzaamheden vonden plaats in 1660, 1715, 1851, 1856 en 1880, waardoor het gebouw een classicistische aanblik kreeg. In 1880 werd de noordelijke transeptarm sterk verbouwd. 
De toren werd gebouwd in 1668. Het was een vierkante toren in ijzerzandsteen, gedekt met een ingesnoerde naaldspits. In 1859 werd de toren ingebouwd. Vanaf 1995 begon de toren te verschuiven. Na herstelwerkzaamheden stortte de toren in op 7 juli 2006. Hierbij werd ook een deel van het schip beschadigd.
De kerk werd hersteld in 2011, maar in plaats van de oude toren kwam een moderne toren tot stand, eveneens vierkant, maar gebouwd in moderne materialen en gedekt door een tentdak.

## Interieur
De glas-in-loodramen zijn uit 1909. De twee zijaltaren zijn portiekaltaren in renaissancestijl (einde 17e eeuw). Het koorgestoelte is van 1869 en werd in 1968 in neo-rococostijl gereconstrueerd. Ook is er een classicistische biechtstoel uit de 2e helft van de 18e eeuw.
Uit 1690 zijn de grafstenen van Nicolaas van Voordt, heer van Meldert, en zijn vrouw Eva Sibylle Theresia de Puytlinck. Voorts het schilderij: Christus en de overspelige vrouw (17e eeuw), en een kruisbeeld (17e eeuw). Het doopvont is van 1783.

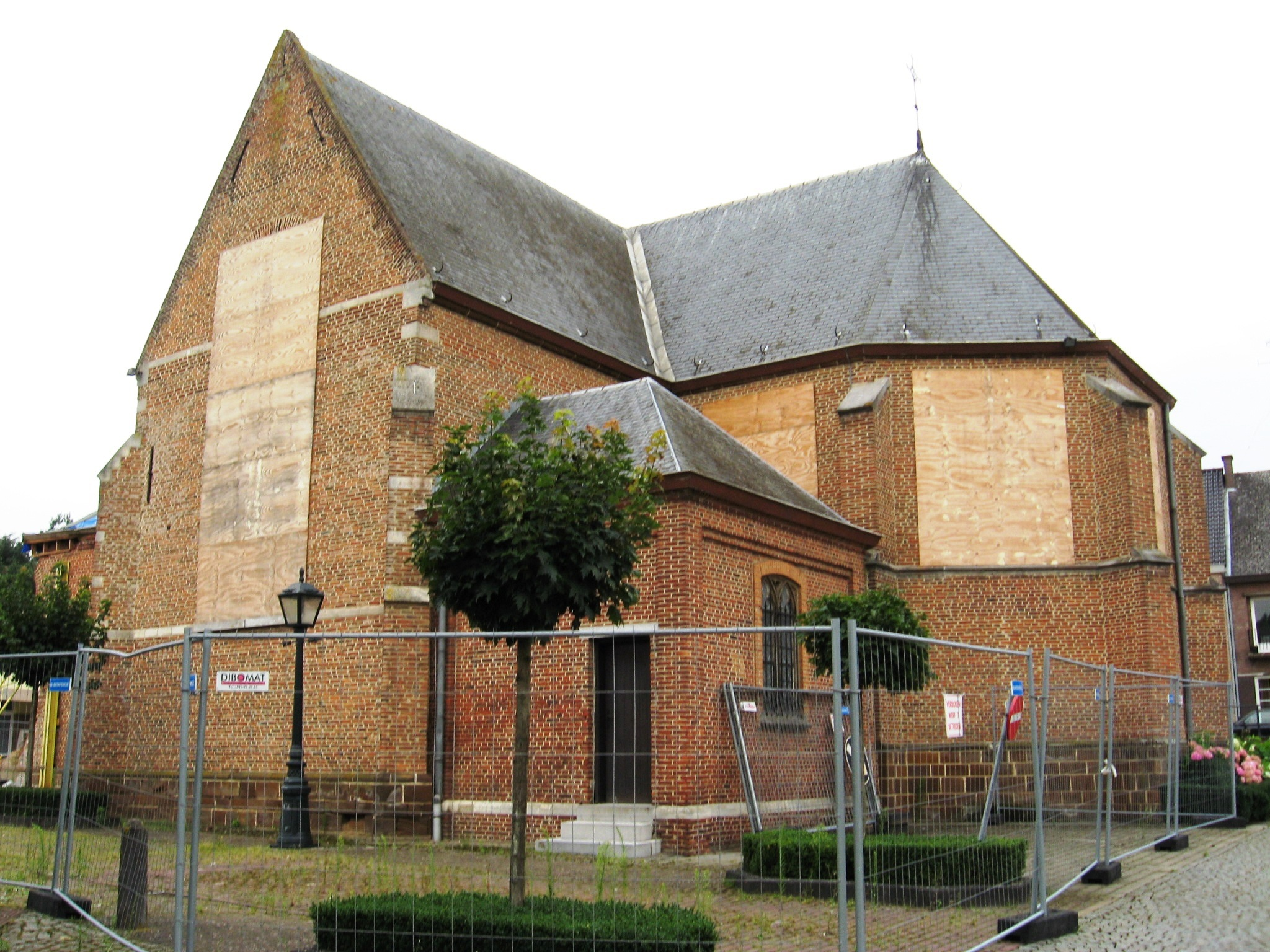
De Sint-Willibrorduskerk aan de koorzijde
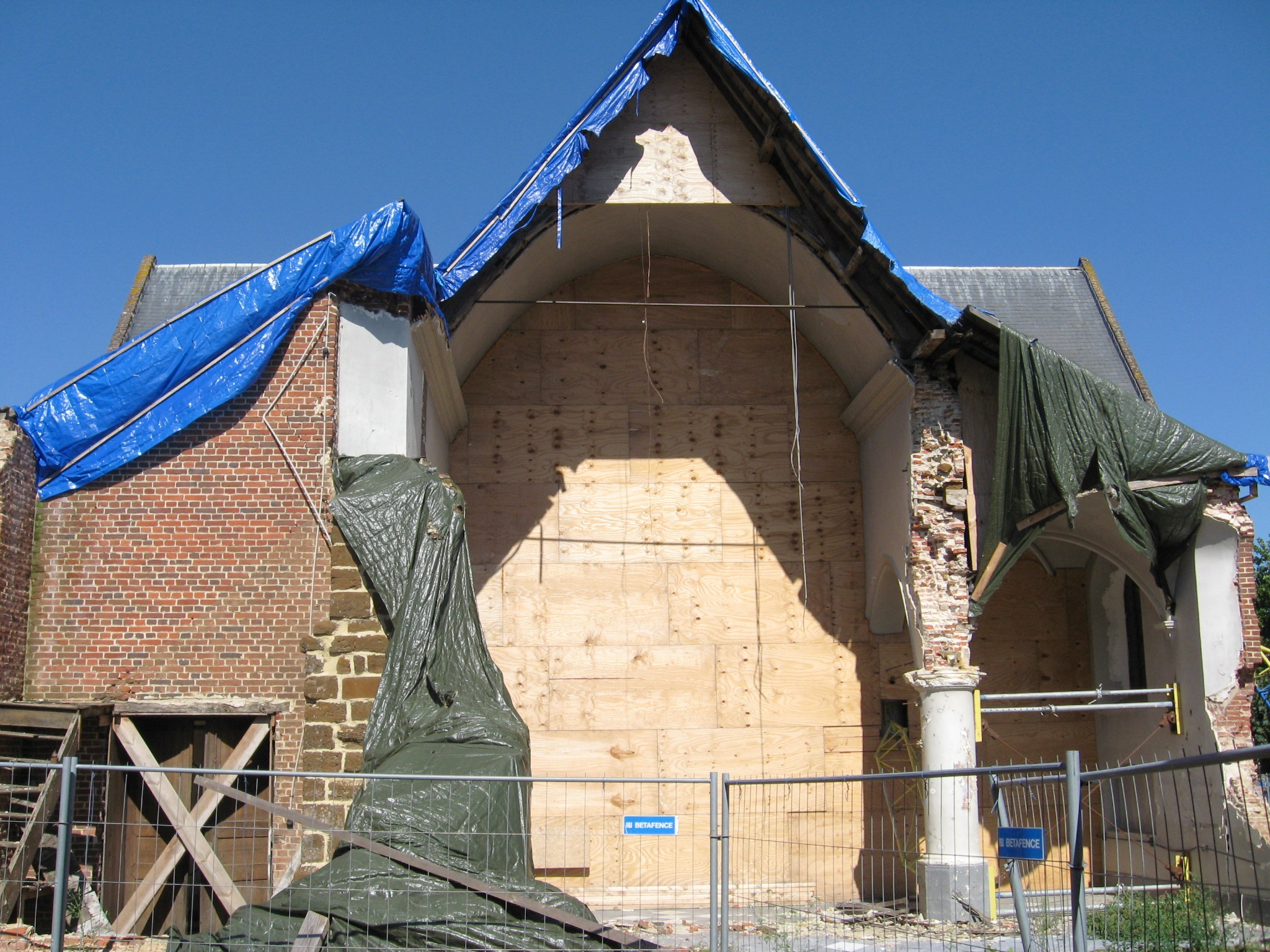
De Sint-Willibrorduskerk na de afbraak van de toren
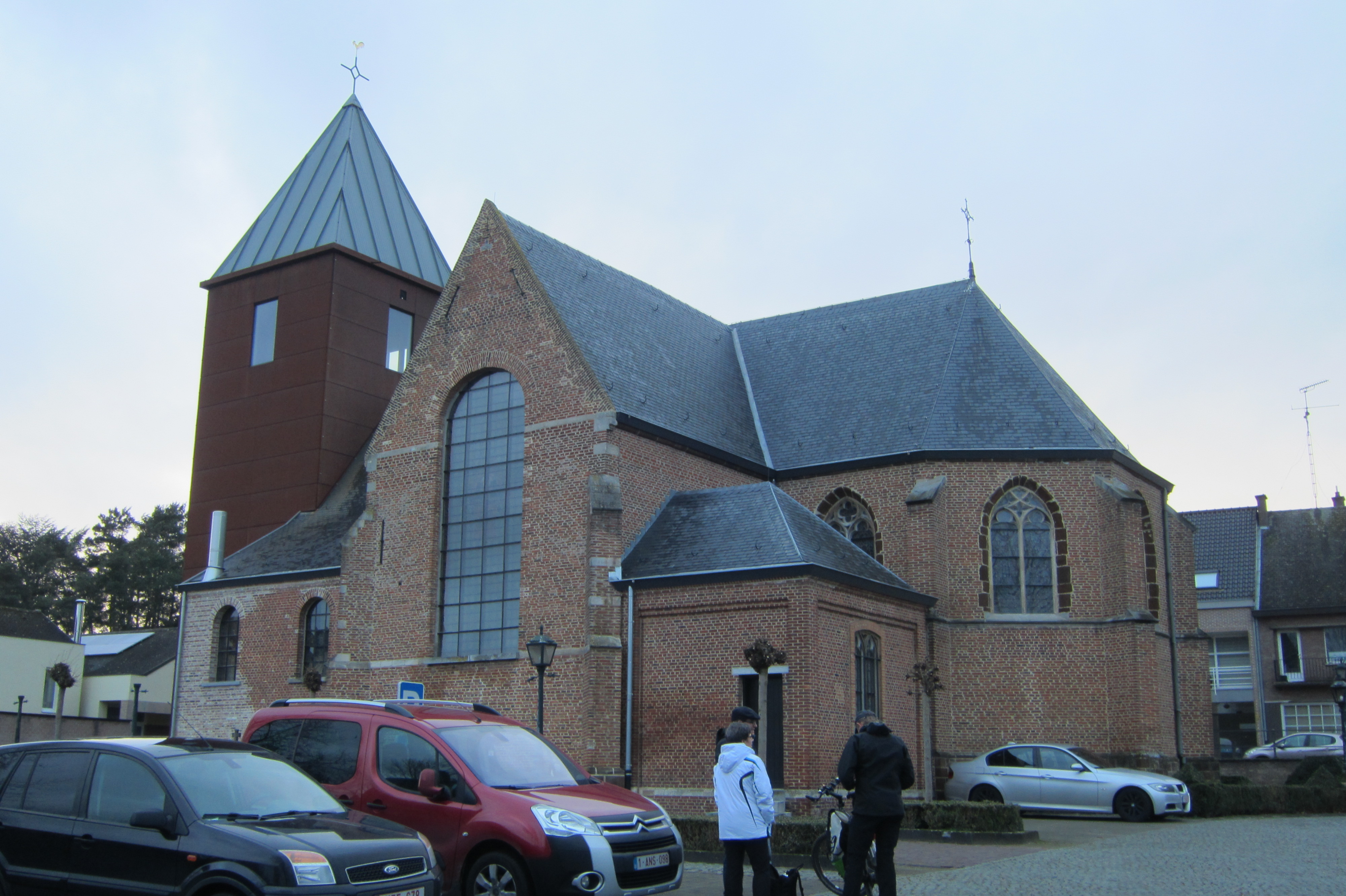
Kerk Meldert met nieuwe toren (2014)